# Пасош Албаније
Пасош Републике Албаније је јавна путна исправа која се држављанину Албаније издаје за путовање и боравак у иностранству, као и за повратак у Албанију. 
За време боравка у иностранству, путна исправа служи њеном имаоцу за доказивање идентитета и као доказ о држављанству Албаније. Пасош Републике Албаније се издаје за неограничен број путовања.

## Језици
Пасош је исписан албански и енглеским језиком као и личне информације носиоца.